# Ярославський повіт (Російська імперія)
Ярославський повіт (рос. Ярославский уезд) — адміністративно-територіальна одиниця Ярославської губернії Російської імперії і РРФСР, що існувала в 1777—1929 роках. Адміністративний центр — місто Ярославль.

## Географія
Повіт розташовувався в південно-східній частині Ярославської губернії. На півночі повіт межував з Даниловським повітом, на північному заході — з Романово-Борисоглібським, на заході — з Углицьким, на півдні — з Ростовським повітом, а на сході — з Костромською і Володимирською губернією.
Площа повіту, без значних внутрішніх вод, має 2 998 квадратних верст (312 480 десятин). Волга ділила повіт на дві частини, з яких велика південна перебувала праворуч, а північна менша — по ліву. Південна частина в свою чергу поділялася рікою Которослєю на дві рівні частини, східну і західну.
У 1926 році площа повіту становила 5685 км.

## Історія
Ярославський повіт був утворений в 1777 році в складі Ярославського намісництва. У 1796 році намісництво було перетворено в Ярославську губернію.
Постановою президії ВЦВК від 14 листопада 1923 року до Ярославського повіту приєднані велика частина скасованого Тутаєвського повіту і південна частина Даниловського повіту, затверджено новий розподіл на 14 укрупнених волостей.
У 1929 році Ярославський повіт був ліквідований, його територія увійшла до Ярославського округу Іванівської промислової області.

## Населення
За переписом 1897 року в повіті було 208 031 жителів в тому числі в місті Ярославль — 71 616 жителів.
За даними перепису населення 1926 року Ярославський повіт включав 2643 населених пункти з населенням 380 965 чоловік.

## Адміністративний устрій

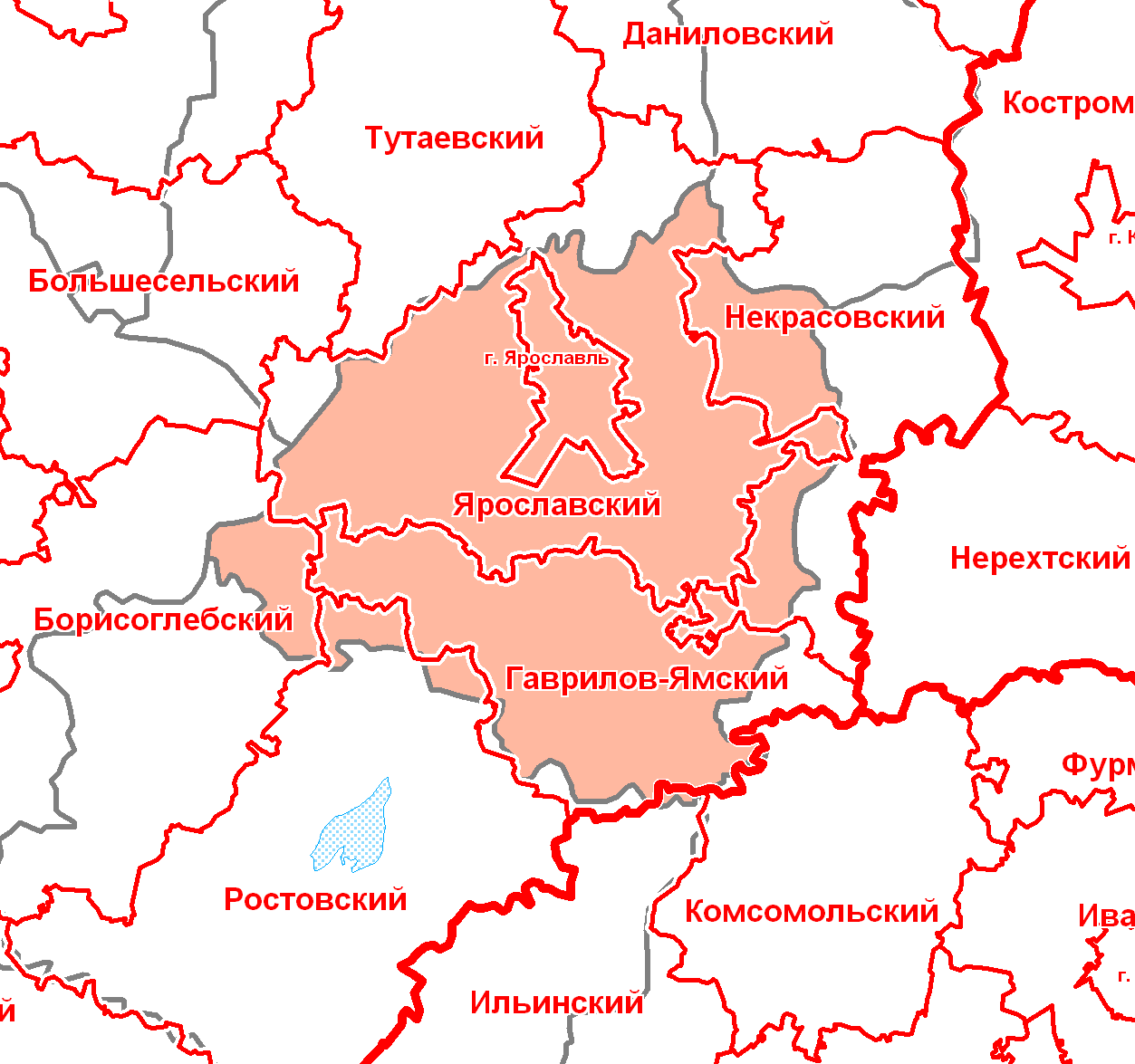
Ярославський повіт в сучасній сітці районів

У 1862 році в Ярославському повіті було 19 волостей: Бурмакінська, Велікосільська, Городищенська, Іллінська, Красносільська, Кузмодем'янська, Курбська, Медягінська, Микольська, Норська, Плещиївська, Полтевська, Путятинська, Сереновська, Спаська, Спаська, Стогінська, Троїцька, Шопшінська.
У 1890 році до складу повіту входило 18 волостей
| № п / п | Волость             | Волосне правління | Число селищ | Населення |
| ------- | ------------------- | ----------------- | ----------- | --------- |
| 1       | Бурмакінська        | с. Бурмакіне      | 42          | 5059      |
| 2       | Велікосельская      | с. Велике         | 51          | 10088     |
| 3       | Дієве-Городищенська | с. Дієве-Городище | 79          | 10316     |
| 4       | Еремієвська         | с. Еремієвське    | 39          | 4213      |
| 5       | Іллінська           | с. Іллінське      | 104         | 9558      |
| 6       | Красносільська      | с. Красне         | 36          | 5034      |
| 7       | Хрестобогородська   | с. Хрест          | 61          | 6217      |
| 8       | Курбська            | с. Курба          | 136         | 9365      |
| 9       | Микольська          | с. Микольське     | 48          | 5655      |
| 10      | Норська             | с. Норське        | 69          | 5002      |
| 11      | Осенівська          | с. Осенєве        | 31          | 4769      |
| 12      | Путятінська         | с. Путятіне       | 71          | 7849      |
| 13      | Сереновська         | с. Серенове       | 58          | 6557      |
| 14      | Спасо-Ярижницька    | с. Щепине         | 61          | 3795      |
| 15      | Ставотінська        | с. Ставотіне      | 55          | 8300      |
| 16      | Толгобольська       | с. Толгоболь      | 51          | 5592      |
| 17      | Троїцька            | с. Троїцьке       | 38          | 5337      |
| 18      | Шопшинська          | с. Шопша          | 72          | 7020      |

У 1913 році в повіті також було 18 волостей.
У 1923 році в повіті було 14 укрупнених волостей:
- Борисоглібська — м. Тутаєв (Борисоглібська сторона),
- Боровська — д. Бор ,
- Бурмакінська — с. Бурмакине ,
- Велікосільска — с. Велике ,
- Вятская — с. Вятське ,
- Гаврилов-Ямська — с. Гаврилов-Ям ,
- Давидковська — с. Давидкове,
- Дієва-Городищенська — с. Дієве-Городище,
- Іллінська — с. Иллінське,
- Курбська — с. Курба,
- Норська — с. Норське,
- Тверіцька — м. Ярославль (Тверіцька слобода),
- Тутаєвська — м. Тутаєв (Романівська сторона),
- Ярославська — м. Ярославль (Закоторосльна частина).

## Населені пункти
Найбільші населені пункти за переписом населення 1897 р, жит.:
- г. Ярославль — 71 616
- с. Велике — 4535
- Норська фабрика — 2134
- с. Гаврилов-Ям — 2094
- Норський посад — 1063
- с. Курба — 1034
- с. Норське — 998